# Поляна (Волынская область)
Поляна (укр. Поляна) — село в Турийской поселковой общине Ковельского района Волынской области Украины.
Код КОАТУУ — 0725583405. Население по переписи 2001 года составляет 69 человек. Почтовый индекс — 44861. Телефонный код — 3363. Занимает площадь 0,863 км².

## История
В 1946 году указом ПВС УССР село Янов-Каролинка переименовано в Ивановку.
До 2020 года входило в Турийский район.